# Tomogonus lamottei
Tomogonus lamottei är en mångfotingart som beskrevs av Demange och Jean-Paul Mauriès 1975. Tomogonus lamottei ingår i släktet Tomogonus och familjen Spirostreptidae. Inga underarter finns listade i Catalogue of Life.